# 市川染五郎 (8代目)
八代目 市川 染五郎（はちだいめ いちかわ そめごろう、2005年（平成17年）3月27日 - ）は、歌舞伎役者。歌舞伎名跡「市川染五郎」の当代。屋号は高麗屋。定紋は三つ銀杏、替紋は四つ花菱。本名は藤間 齋（ふじま いつき）。

## 来歴
七代目市川染五郎（当時）・園子夫妻の第1子、長男として東京都に生まれる。2007年（平成19年）6月、歌舞伎座『侠客春雨傘』で初お目見え。父・七代目染五郎と祖父・九代目幸四郎（当時）と共に高麗屋三代の顔見世。
2009年（平成21年）6月3日、歌舞伎座『門出祝寿連獅子』（かどんで いおうことぶきれんじし）の孫獅子で初舞台を踏み、四代目松本金太郎を襲名。高麗屋三代揃い踏みの獅子の舞となった。
2012年（平成23年）１月『奴凧廓春風（やっこだこさとのはるかぜ）』の舞鶴屋倅小伝三、2013年（平成25年）10月『春興鏡獅子』の胡蝶の精で国立劇場特別賞。
2016年（平成28年）12月8日、祖父と父と共に高麗屋三代そろっての襲名が発表された。
2018年（平成30年）1月2日、高麗屋三大襲名披露興行である『壽 初春大歌舞伎』（歌舞伎座）に於いて市川染五郎を八代目として襲名。『勧進帳』源義経を演じた。
2020年（令和2年）12月『雪の石橋』の獅子の精で国立劇場奨励賞。
2022年（令和4年）5月、幼稚園から通っていた青山学院の高等部を3年進級前に中途退学したとの報道があった（※最終学歴）。
2022年（令和4年）6月、『信康』で歌舞伎座初主演。

## 家族・親族
七代目松本幸四郎と初代中村吉右衛門は高祖父。初代松本白鸚は曽祖父。二代目中村吉右衛門は大叔父（祖父の弟）。六代目尾上菊之助は再従兄弟にあたる（染五郎の祖父・二代目白鸚と菊之助の祖父・二代目吉右衛門が兄弟）。また、実業家の藤間紀子は祖母、女優の松本紀保、松たか子はそれぞれ伯母、叔母にあたる。

## 主な出演

### 歌舞伎
出典のない公式の歌舞伎出演は、原則、日本俳優協会所管の「歌舞伎公演データベース」による。
- 2007年

6月 歌舞伎座「狭客春雨傘」高麗屋齋吉 ※初お目見得
- 2009年

6月 歌舞伎座「門出祝寿連獅子」童後に孫獅子の精 ※初舞台
- 2010年

4月 歌舞伎座「菅原伝授手習鑑　寺子屋」若君菅秀才
11月 新橋演舞場「ひらかな盛衰記　逆櫓」槌松実は義仲一子駒若丸
- 2011年

6月 新橋演舞場「夏祭浪花鑑」団七伜市松
8月9日 日本橋劇場（公会堂）：『趣向の華特別公演』「続花形一寸顔見世〈連獅子：後シテ〉」
- 2012年

1月 国立劇場「奴凧廓春風」舞鶴屋倅小伝三（国立劇場初出演）
3月 新橋演舞場「東山桜荘子　佐倉義民伝」宗吾長男彦七
8月9 - 11日 日本橋劇場：『趣向の華公演』「大和神話武勇功」
10月 新橋演舞場「勧進帳」太刀持音若
- 2013年

2月 日生劇場「通し狂言 新皿屋舗月雨暈」酒屋丁稚与吉（夜の部限定）
4月 歌舞伎座「近江源氏先陣館　盛綱陣屋」高綱一子小四郎
10月 国立劇場「春興鏡獅子」胡蝶の精
- 2014年

3月27日 歌舞伎座『第三十七回　俳優祭』「鈴ヶ森錦繍雲駕」白井権八
4月 歌舞伎座「梅雨小袖昔八丈」（髪結新三）紙屋丁稚長松
8月23 - 25日 日本橋劇場：『趣向の華 ファイナル公演』袴歌舞伎「裏表おうち騒動」「東海道仇討絵巻」
11月 歌舞伎座「勧進帳」太刀持音若
- 2015年

2月 歌舞伎座「水天宮利生深川」（筆屋幸兵衛）幸兵衛娘お霜
9月 歌舞伎座「紅葉狩」山神
- 2016年

1月 歌舞伎座「二条城の清正」豊臣秀頼
8月 歌舞伎座「東海道中膝栗毛」（弥次喜多・第1弾）信夫の若君伊月梵太郎
11月30日 高知市文化プラザかるぽーと：『伝統芸能の夕べ 特別公演』「連獅子」狂言師のちに仔獅子の精
- 2017年

8月 歌舞伎座「東海道中膝栗毛　歌舞伎座捕物帖」（弥次喜多・第2弾）伊月梵太郎
11月 歌舞伎座「元禄忠臣蔵　大石最後の一日」綱利長男内記利章
- 2018年

1月 歌舞伎座「勧進帳」源義経 = 市川染五郎(8代目)襲名
2月 歌舞伎座「壽三代歌舞伎賑」市川染五郎、「仮名手本忠臣蔵　七段目」大星力弥
8月 歌舞伎座「龍虎」虎、「東海道中膝栗毛」（再伊勢参!? YJKT、弥次喜多・第3弾）伊月梵太郎・日光天使
11月 京都四條南座「連獅子」狂言師左近実は仔獅子の精、「勧進帳」源義経
- 2019年

6月 歌舞伎座「月光露針路日本 風雲児たち（つきあかりめざすふるさと ふううんじたち）」水主磯吉
8月 歌舞伎座「東海道中膝栗毛」（弥次喜多・第4弾）雲助染松・染松扮する熊谷直実・伊月梵太郎
11月 歌舞伎座「連獅子」狂言師左近後に仔獅子の精
- 2020年

11月 歌舞伎座「義経千本桜　川連法眼館」源九郎判官義経
11月8日 セルリアンタワー能楽堂：TOKYU ROYAL CLUB特別貸切鑑賞会『八代目市川染五郎 歌舞伎舞踊公演　〜煌〜』、「猩々意想曲」・「橋弁慶」
12月 国立劇場「雪の石橋」獅子の精
- 2021年

1月 歌舞伎座「菅原伝授手習鑑　車引」舎人桜丸
6月 歌舞伎座「銘作左小刀　京人形」京人形の精
8月 歌舞伎座「三社祭」悪玉
11月13日 セルリアンタワー能楽堂：TOKYU ROYAL CLUB特別貸切鑑賞会（第2回）『市川染五郎 歌舞伎舞踊公演　〜清〜』、「助六」・「連獅子」
- 2022年

6月 歌舞伎座「信康」主演 徳川信康
8月 歌舞伎座「東海道中膝栗毛　弥次喜多流離譚」（第5弾）娘オリビア・伊月梵太郎
9月 歌舞伎座「松浦の太鼓」近習里見幾之亟、「揚羽蝶繍姿」佐々木三郎兵衛盛綱
10月23日 セルリアンタワー能楽堂：TOKYU ROYAL CLUB特別貸切鑑賞会（第3回）『市川染五郎 歌舞伎舞踊公演　〜凛〜』、「水仙丹前」・「吉野山」
11月 歌舞伎座「勧進帳」片岡八郎
12月 歌舞伎座「助六由縁江戸桜」茶屋廻り竹次
- 2023年

1月 歌舞伎座「卯春歌舞伎草紙」若衆銀之丞、「壽恵方曽我」工藤犬坊丸祐友
2月4日・5日 高知県立県民文化ホール：『ごふく美馬伝統芸能の夕べ特別公演』「春興鏡獅子」小姓弥生・獅子の精
3月 歌舞伎座「花の御所始末」満家の息子畠山左馬之助
4月 歌舞伎座「新・陰陽師」源博雅
7月 大阪松竹座「吉例寿曽我」曽我五郎時致、「吉原狐」貝塚采女
8月 歌舞伎座「大江山酒呑童子」卜部勘解由季武、「新門辰五郎」水戸藩天狗党都築三之助
9月 歌舞伎座「二條城の清正」豊臣秀頼、「一本刀土俵入」子分堀下根吉
9月28日 国立劇場・大劇場『第39回俳優祭』「菅原伝授手習鑑　吉田社頭車引の場」舎人松王丸
10月1日 セルリアンタワー能楽堂：TOKYU ROYAL CLUB特別貸切鑑賞会（第4回）『市川染五郎 歌舞伎舞踊公演　〜雅〜』、「藤娘」・「静と知盛」
11月 歌舞伎座「顔見世季花姿繪　〈春調娘七種〉」曽我十郎祐成
12月 京都四條南座「双蝶々曲輪日記　角力場」山崎屋与五郎、「仮名手本忠臣蔵　祇園一力茶屋の場」矢間重太郎、「助六由縁江戸桜」口上
- 2024年

1月 歌舞伎座「江戸みやげ　狐狸狐狸ばなし」雇人又市、「鶴亀」従者、「息子」捕吏
2月 博多座「江戸宵闇妖鉤爪 ー明智小五郎と人間豹ー」恩田乱学／神谷芳之助、「鵜の殿様」大名
4月 金丸座：第三十七回『四国こんぴら歌舞伎大芝居』「伊賀越道中双六　沼津」荷持安兵衛、「羽衣」伯竜、「松竹梅湯島掛額」小姓吉三郎
5月28日 「第五回　古典芸能を未来へ ～至高の芸と継承者～  舞踊　平家物語　与一の段」源義経
6月 歌舞伎座「義経千本桜 所作事 時鳥花有里」鷲尾三郎、「南総里見八犬伝 円塚山の場」犬川荘助
7月 歌舞伎座「千成瓢薫風聚光 裏表太閤記」鈴木孫市／宇喜多秀家
8月 歌舞伎座「鵜の殿様」大名、「艶紅曙接拙 紅翫」町娘お高、「狐花 葉不見冥府路行」的場佐平次
9月 歌舞伎座「沙門空海唐の国にて鬼と宴す」阿倍仲麻呂／高階遠成、「妹背山婦女庭訓 太宰館花渡し・吉野川」久我之助清舟、「勧進帳」源義経
10月 歌舞伎座 「源氏物語 六条御息所の巻」光源氏
10月19日 セルリアンタワー能楽堂：TOKYU ROYAL CLUB特別貸切鑑賞会（第5回）『市川染五郎 歌舞伎舞踊公演　〜華〜』、「保名」「石橋（しゃっきょう）」
12月 新橋演舞場「歌舞伎NEXT 朧の森に棲む鬼」シュテン
- 2025年

　  1月 浅草公会堂 新春浅草歌舞伎「絵本太功記 尼ヶ崎閑居の場」主演 武智光秀／真柴久吉、「棒しばり」太郎冠者
2月 博多座「歌舞伎NEXT 朧の森に棲む鬼」シュテン
4月 歌舞伎座「木挽町のあだ討ち」主演 伊能菊之助
7月 歌舞伎座「鬼平犯科帳  血闘」長谷川銕三郎、「蝶の道行」助国
7月27日 昌賢学園まえばしホール（前橋市民文化会館）前橋歌舞伎舞踊公演 「橋弁慶」牛若丸
8月 歌舞伎座  八月納涼歌舞伎 「日本振袖始」素盞嗚尊、「火の鳥」ヤマヒコ、「野田版 研辰の討たれ」平井九市郎

### テレビドラマ
- 妻は、くノ一（2013年、NHK BSプレミアム） - 藤松 役
- 大河ドラマ 鎌倉殿の13人（2022年、NHK） - 木曽義高 役[38]
- 鬼平犯科帳（時代劇専門チャンネル） - 長谷川銕三郎 役
  - 鬼平犯科帳 本所・桜屋敷（2024年1月8日） [39]
  - 鬼平犯科帳 でくの十蔵（2024年6月8日）[39][40]
  - 鬼平犯科帳 血頭の丹兵衛（2024年7月6日）[39][40]

### その他テレビ
- KABUKI KOOL講師

### ミュージックビデオ
- Vaundy「まぶた」 (2023年1月17日)

### 映画
- レジェンド&バタフライ（2023年1月27日、東映） - 森蘭丸 役[41]
- 鬼平犯科帳 血闘（2024年5月10日、松竹） - 長谷川銕三郎 役[39]

### 劇場アニメ
- サイダーのように言葉が湧き上がる（2021年7月22日、松竹） - 主演・チェリー 役[42]

### 配信ドラマ
- 人間標本（2025年12月19日配信予定、Amazon Prime Video） - 榊至 役[43]

## 著作物・連載・写真集など
- 市川染五郎(著)・操上和美(写真)・新井敏紀(文)『儚　市川染五郎』（第1刷）講談社、2018年11月、144頁。ISBN 978-4-06-512581-6。

## 受賞歴
- 国立劇場特別賞
  - 2012年 - 『奴凧廓春風』の舞鶴屋倅小伝三[44]
  - 2013年 - 『春興鏡獅子』の胡蝶の精[44]
- 2020年 - 国立劇場奨励賞『雪の石橋』の獅子の精[44]

2023年
- 第40回ベストジーニスト 次世代部門

- 2024年 - 第47回日本アカデミー賞新人俳優賞 『レジェンド&バタフライ』の森蘭丸[46]